# Michal V. Marek
Michal V. Marek (* 17. srpna 1954 Mladá Boleslav) je český biofyzik, lesní inženýr a krajinný ekolog.

## Život

### Vzdělání
V roce 1978 absolvoval studium oboru lesní inženýr na Lesnické fakultě Vysoké školy zemědělské a lesnické v Brně. Na Filozofické fakultě Univerzity Karlovy poté vystudoval obor Zpracování dat v experimentálním výzkumu v rámci postgraduálního studia. Stal se také kandidátem biologických věd fyziologie rostlin na Československé akademii věd. V roce 1986 rovněž získal titul doktora přírodních věd v oboru biofyzika na Přírodovědecké fakultě Univerzity Karlovy. Habilitoval se poté na Přírodovědecké fakultě Univerzity Palackého v oboru fyziologie rostlin. V roce 1999 se stal doktorem biologických věd a v roce 2001 získal profesoru na Lesnické a dřevařské fakultě Mendelovy univerzity v Brně. V roce 2012 mu byl udělen čestný doktorát na Technické univerzitě ve Zvolenu. O dva roky později se stal členem Švédské královské akademie zemědělských a lesnických věd. V říjnu 2023 byl jmenován profesorem na Univerzitě v Sunyani.

### Kariéra
Nejprve pracoval Marek jako vědecký pracovník na Ústavu systematické a ekologické biologie ČSAV. Později působil také na Katedře fyziky Přírodovědecké fakulty Ostravské univerzity, na Ústavu fyzikální biologie Jihočeské univerzity v Českých Budějovicích, na Ústavu ekologie krajiny Akademie věd České republiky (v letech 1999 až 2006 byl jeho vedoucím) nebo na Ústavu ekologie lesa na Lesnické a dřevařské fakultě MZLU v Brně. V roce 2001 se stal předsedou Kontrolní rady GAČR (ve funkci setrval do roku 2009). V letech 2007 až 2010 byl vedoucím Ústavu systémové biologie a ekologie AV ČR a v roce 2011 začal působit jako ředitel Centrum výzkumu globální změny AV ČR. Později působil rovněž jako vědecký koordinátor výzkumné infrastruktury CzechCOS. Je také zakladatelem a ředitelem centra CzechGlobe.
Během své kariéry působil také jako pedagog, když vyučoval jak na Univerzitě Karlově, Univerzitě Palackého, ale i na Ostravské univerzitě a na Mendelově univerzitě v Brně.

### Politické působení
V senátních volbách v roce 2006 kandidoval jako člen ODS do Senátu PČR v senátním obvodu č. 80 – Zlín. Se ziskem 19,12 % hlasů těsně skončil na třetím místě a do druhého kola voleb tak nepostoupil (k postupu mu chybělo 26 hlasů).
V senátních volbách v roce 2014 kandidoval za TOP 09 a STAN do Senátu PČR v senátním obvodu č. 60 – Brno-město. Se ziskem 9,43 % hlasů skončil na 6. místě a do druhého kola voleb tak nepostoupil.